# ماو دون
شن ديهونغ (شن يانبينغ؛ 4 يوليو 1896 – 27 مارس 1981)، عرف باسم ماو دون. كاتب مقالات وروائي ومسرحي صيني. ماو دون روائي وناقد أدبي وثقافي صيني من القرن العشرين، شغل منصب وزير الثقافة بين سنتي 1949 و1956، وكان واحدًا من أشهر الروائيين الواقعيين اليساريين في الصين الحديثة. أكثر أعماله شهرة هو كتاب «ميدنايت (منتصف الليل)»، وهو رواية تصور الحياة في مدينة شنغهاي الحضرية، ويعتبر أيضًا العمل الأكثر تأثيرًا على كتاباته المستقبلية. علاوة على ذلك، أقام ماو دون أثناء الفترة التي كتب فيها كتاب ميدنايت صداقة قوية مع أحد أشهر الكتاب في الصين، لو شون.
عمل ماو دون في مجالات أخرى غير الروايات، مثل المقالات وكتابة النصوص والنظريات والقصص القصيرة والروايات القصيرة (الأقصوصة). عرف بترجمته للأدب الغربي، لأنه اكتسب معرفة أكاديمية بالأدب الأوروبي من دراساته في جامعة بكين عام 1913. إضافة إلى ذلك، ورغم أنه لم يكن أول شخص في الصين يترجم أعمال الروائي التاريخي الإسكتلندي والتر سكوت، إلا أنه يعتبر أول شخص يذيع صيت أعمال والتر سكوت في الصين من خلال «سيرته الذاتية النقدية».
تبنى الاسم المستعار «ماو دون» تعبيرًا عن عن التوتر في الإيديولوجية الثورية المتضاربة داخل الصين خلال عشرينيات القرن العشرين. يعني اسمه «التناقض»، اذ إن «ماو» تعني «الرماح»، و«دون» تعني «الدروع». غير صديقه يا شينجتاو الحرف الأول من الاسم الصيني ليصبح معناه «القش».

## نشأته
تولى والده شن يونج شي تعليمه وتأليف المنهج الدراسي لابنه، ولكنه توفي عندما كان ماو دون في العاشرة من عمره. تولت والدته تشن أيزهو تعليمه. يذكر في مذكراته أن «معلمي الأول هو أمي». من خلال التعليم الذي تلقاه من والديه، أبدى ماو اهتمامًا كبيرًا بالكتابة والقراءة خلال طفولته.
بدأ ماو بالفعل تطوير مهاراته في الكتابة عندما كان لا يزال في المدرسة الابتدائية. في أحد الاختبارات، علق المراجع على نص ماو دون قائلًا: «الطفل الصغير ذو الإثني عشر ربيعًا، مبدع في اللغة، ويوحي بذلك أمام كل من رآه». كانت هناك تعليقات أخرى مشابهة تشير إلى إلى كون ماو دون كاتبًا ذكيًا منذ شبابه.
بينما كان ماو دون يدرس في المدرسة الثانوية في هانغتشو، ملأت القراءة المكثفة والتدريب الصارم على مهارات الكتابة حياته. قرأ المختارات الأدبية «ون شوان» و«شيشو شينيو»، وعددًا كبيرًا من الروايات الكلاسيكية، ما أثر على أسلوبه في الكتابة.
التحق ماو دون كلية تأسيسية لفترة ثلاث سنوات مقدمة من جامعة بكين في عام 1913، حيث درس الأدب الصيني والغربي. بسبب الصعوبات المالية، اضطر إلى ترك الدراسة في صيف عام 1916 قبل تخرجه. بعد تركه الجامعة، تزوج على الفور من فتاة من عائلة كونغ، تدعى كونغ ديزي.
إن الدورات التدريبية التي تلقاها في اللغتين الصينية والإنجليزية، فضلًا عن المعرفة في الأدب الصيني والغربي التي وفرتها له الأعوام الخمسة عشر من التعليم التي تلقاها ما دون أعدته للظهور في الساحتين الأدبية والصحفية الصينية.

## مسيرته الصحفية
بعد تخرجه، سرعان ما حصل ماو دون على أول وظيفة له في قسم التحرير والترجمة الإنجليزية في هيئة نشر كوميرشال بريس في شنغهاي. في سن الحادية والعشرين، دعي ليكون مساعد رئيس تحرير «مجلة الطلاب» التي نظمتها هيئة كوميرشال بريس، والتي نشرت كثيرًا من المقالات حول الأيديولوجيات الجديدة التي ظهرت في الصين في ذلك الوقت.
فضلًا عن التحرير، بدأ ماو دون أيضًا في الكتابة عن أفكاره الاجتماعية وانتقاداته. إلى حد ما، استلهم من المجلة الشهيرة نيو يوث. إذ كتب في عامي 1917 و1918 افتتاحيتين لمجلة الطلاب: الطلاب والمجتمع، وطلاب عام 1918، وكانتا على قدر كبير من الأهمية في تحفيز الوعي السياسي بين الشباب الصيني المتعلم.
في سن الرابعة والعشرين، اشتهر ماو بكونه روائيًا في مجتمع عمومًا، وفي عام 1920، تولى هو ومجموعة من الكتاب الشباب مجلة شياوشو يويباو، التي تعني «الأدب الروائي الشهري»، لنشر المؤلفات الأدبية للكتاب الغربيين، مثل تولستوي، وتشيخوف، وبلزاك، وفلوبير، وزولا، وبايرون، وكيتس، وجورج برنارد شو وغيرهم، وذلك بهدف جعل النظريات الأدبية الجديدة معروفة أكثر. رغم كونه روائيًا طبعانيًا (يتخذ المذهب الطبيعي في الأدب)، إلا أنه أبدى إعجابه بكتاب مثل ليو تولستوي، لأسلوبهم الفني العظيم.
في عام 1920، دعي لتحرير عمود جديد بعنوان: الموجات الجديدة في الأدب الروائي ضمن مجلة «الأدب الروائي الشهري». حتى أنه تولى منصب رئيس تحرير مجلة «مونثلي» في نفس العام وتولى عاتقه مسؤولية إصلاحه بالكامل استجابة للحركة الثقافية الجديدة. أيده أصدقاؤه من الكتاب الشباب في بكين بتقديم كتاباتهم الابداعية وترجمة الأدب الغربي، فضلًا عن آرائهم حول نظريات الأدب الجديد وأساليب تخص المجلات. تشكل فريق الدراسة الأدبية إثر ذلك. ثبت نجاح الإصلاحات التي قدمها إلى مونثلي. سهلت المجلة استمرار الحركة الثقافية الجديدة من خلال بيع عشرة آلاف نسخة في الشهر، والأهم من ذلك، عن طريق تقديم «الأدب مدى الحياة» وهو نهج واقعي جديد للأدب الصيني. في تلك الفترة، أصبح ماو دون أحد الشخصيات القيادية في الحركة في الجزء الجنوبي من الصين.
فيما يتصل بمفهوم إصلاح المحتوى، فإن كلا من الأطراف التجديدية والمحافظة في هيئة كوميرشال بريس لم تستطع تقديم تنازلات. استقال ماو من منصب رئيس تحرير مجلة «الأدب الروائي الشهري» سنة 1923، ولكنه أصبح في عام 1927 رئيس تحرير صحيفة مينغو يويباو. كتب أكثر من ثلاثين افتتاحية لهذه الصحيفة منتقدًا شيانج كاي شيك، ودعم الثورات.

## حياته الشخصية
بإلهام من ثورة أكتوبر 1917 في روسيا، شارك ماو دون في حركة الرابع من مايو في الصين. في سنة 1920، انضم إلى فريق شنغهاي الشيوعي، وساعد في تأسيس الحزب الشيوعي الصيني سنة 1921. عمل في البداية منسقًا ضمن الحزب. أيضًا، كتب في مجلة «الحزب الشيوعي» التابعة للحزب.
في الوقت نفسه، شارك ماو دون في البعثة الشمالية التي قادها شيانج كاي شيك بين عامي 1926 و1928 التي كان هدفها الرئيسي توحيد البلاد. إلا أنه استقال عندما بدأ سجال شيانج الكومينتانغ مع الشيوعيين سنة 1927. في عام 1928، لجأ إلى اليابان، وعندما عاد إلى الصين في عام 1930، انضم إلى رابطة الكتاب اليساريين. في وقت لاحق، خاضت الصين حربًا مع اليابان، وانخرط بنشاط في مقاومة الهجوم الياباني في عام 1937. في عام 1949، تولت الحكومة الشيوعية زمام الأمور وكان مسؤولًا مساعدًا لدى ماو تسي تونغ ووزير الثقافة حتى عام 1965.

## مسيرته الأدبية
كأدبي، حقق ماو دون عددًا كبيرًا من الإنجازات، كان الإصلاح الذي قدمه لمجلة «الأدب الروائي الشهري» أول مساهمة يقدمها للأدب الصيني. بعد ذلك صارت المجلة مكانًا يستفيض «بالأدب الجديد». نشرت عديد من أعمال كتاب مشهورين من أمثال لو شون، وشو ديشان، وبينغ شين، ويا شينغتاو من خلالها. دعم ماو دون حركات مثل «الأدب الجديد» و«الفكر الجديد». أعرب عن اعتقاده بوجوب امتلاك الأدب الصيني مكانة في العالم.